# 三浦廣行
三浦 廣行（みうら ひろゆき）は、日本の歯学者・歯科医師。岩手医科大学歯学部長、口腔保健育成学講座歯科矯正学分野教授。

## 経歴
1974年、岩手医科大学歯学部卒業。以後同大学助手、講師をつとめ、1998年に教授に就任。2007年より歯学部長。
1987年、岩手医科大学から　医学博士の学位を得る。学位論文は「/Duchenne型進行性筋ジストロフィー症患者における咀嚼筋機能、並びにその累年変化に関する研究」。

## 著書
- 石川富士郎、三浦廣行 著「2章 下顎前突 症例10 下顎前突（Angle III級）外科症例」、桑原, 洋助、鈴木, 祥井、瀬端, 正之 編『カラーアトラス 矯正歯科の臨床』医歯薬出版、1987年8月。ISBN 978-4-263-40469-0。
- 三浦廣行、佐藤和朗 著「III 不正咬合の診断・治療法 51 歯周治療としての矯正治療」、黒﨑紀正、住友雅人、小口春久、飯田順一郎、岡野友宏、古郷幹彦 編『イラストレイテッド・クリニカルデンティストリー4 小児歯科疾患・口腔病変・不正咬合』医歯薬出版、2002年6月20日。ISBN 978-4-263-40614-4。
- 後藤, 滋巳、葛西, 一貴、三浦, 廣行 ほか 編『混合歯列期の矯正歯科治療』医歯薬出版、2002年10月10日。ISBN 978-4-263-44144-2。
- 三浦, 廣行、葛西, 一貴、氷室, 利彦 編『カラーアトラス ハンドブック 矯正歯科臨床ヒント集』クインテッセンス出版、2004年2月10日。ISBN 978-4-87417-792-1。
- 戸田忠夫、五十嵐清治、石橋寛二、大関悟、太田紀雄、田中貴信、寺中敏夫、三浦廣行 編『歯科臨床ハンドブック-臨床ヒント集ダイジェスト版-』クインテッセンス出版、東京都文京区、2006年1月10日。ISBN 4-87417-890-1。
- 三浦廣行 他 著、相馬, 邦道、飯田, 順一郎; 山本, 照子 ほか 編『歯科矯正学』（第5版）医歯薬出版、2008年3月25日。ISBN 978-4-263-45615-6。
- 阿部, 隆、外川, 正、千葉, 健一 ほか 編『らくらく歯科医師のための患者情報書類の書き方　歯科・医科専門医による一口メモとガイドライン』金原出版、2008年12月26日。ISBN 978-4-307-45008-9。
- 新井一仁、石川博之、北井則行、後藤滋巳、清水典佳、寺田員人、中村芳樹、福井和徳、槇宏太郎、松本尚之、三浦廣行、溝口到、山田一尋『新しい歯科矯正学』（第3版）永末書店、2012年3月24日。ISBN 978-4-8160-1240-2。

## 所属団体
- 日本矯正歯科学会 評議員[1]
- 東北矯正歯科学会 理事[3]
- 日本歯科審美学会 常任理事[4]
- 日本歯科医学教育学会 理事[5]
- 日本口腔科学会 元評議員[1]
- 日本歯科心身医学会 理事[6]
- 日本口蓋裂学会 評議員[7]
- 日本小児歯科学会[1]
- 歯科基礎医学会[1]
- 日本口腔外科学会[1]
- 日本顎関節学会[1]
- 日本顎変形症学会[1]
- 日本歯科医療管理学会[1]
- 日本顎口腔機能学会[1]
- 岩手医科大学歯学会 評議員[1]
- 日本頭蓋顎顔面外科学会[1]
- 日本形成外科学会[1]
- 日本電気生運動学会[1]
- 日本脳波筋電図学会[1]
- 岩手医学会[1]
- 国際歯科研究学会[1]
- アメリカ矯正歯科学会[1]

| 学職                                         | 学職                                                   | 学職                                                            |
| -------------------------------------------- | ------------------------------------------------------ | --------------------------------------------------------------- |
| 先代 高田隆 第28回 2009年 広島国際会議場     | 日本歯科医学教育学会 大会長 第29回 2010年 岩手医科大学 | 次代 住友雅人 第30回 2011年 日本歯科大学                        |
| 先代 後藤滋巳 第70回 2011年 名古屋国際会議場 | 日本矯正歯科学会 大会長 第71回 2012年 マリオス他       | 次代 山田一尋 第72回 2013年 長野県松本文化会館 松本市総合体育館 |